# Río Coatzacoalcos
Le Río Coatzacoalcos est un important fleuve côtier mexicain, qui prend sa source dans la Sierra Atravesada, partie nord-ouest d'un plus vaste massif, la Sierra Madre de Chiapas, et se jette dans le golfe du Mexique. Il est l'un des points d'entrée de l'isthme de Tehuantepec, à un endroit où les terres se resserrent et offrent un point de passage d'un océan vers l'autre. Le fleuve traverse les États de Oaxaca, puis de Veracruz, tandis que son bassin versant, d'une superficie de 23 956 km2, déborde légèrement sur l'État du Chiapas à l'est. Son embouchure, située dans la ville de Coatzacoalcos, abrite un port industriel majeur.

## Toponymie
Son nom provient de la langue nahuatl, dont la racine « coatl » désigne un serpent, et la racine « tzacualli » une pyramide, une enceinte ou un sanctuaire.

## Géographie

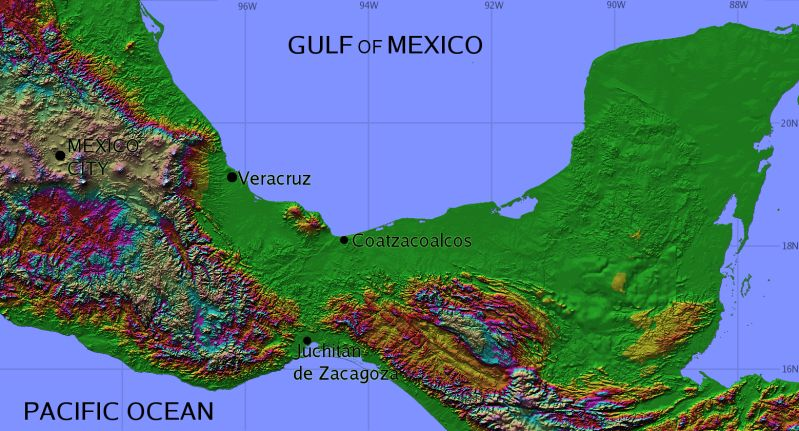
Carte topographique de l'isthme de Tehuantepec

Le fleuve Coatzacoalcos fait partie d'un bassin versant d'une superficie de 23 956 km2, qui draine à l'est les eaux du versant nord de la Sierra Madre de Chiapas, et par l'un de ses affluents ouest, le Río Jaltepec, une partie de celles de la Sierra Madre de Oaxaca. Il a pour principaux affluents, en rive gauche, les rivières Río Sarabia et Río Jaltepec, et en rive droite les rivières 	Río El Corte et Río Uxpanapa. Le Río Coatzacoalcos se jette dans le golfe du Mexique à hauteur de la ville portuaire et industrielle de Coatzacoalcos, dont l'un des deux ports et un important chantier naval, nommé ASTIMAR 3, sont localisés dans l'embouchure,.

## Histoire
La première cartographie du bassin fluvial du Río Coatzacoalcos remonte à 1580 et est due au marin et cartographe espagnol Francisco Gali.